# Acueducto de Kavala
El Acueducto de Kavala conocido también como Kavares (en griego: Καμάρες; que quiere decir "Arcos") es un acueducto muy bien conservado en la ciudad de Kavala, en Grecia, y es uno de los monumentos de esa localidad. 
Mientras que el acueducto es "probablemente de origen romano",[cita requerida] la estructura actual es de la época otomana y data del siglo XVI. Una pared de barrera bizantina del siglo XIV, construida como parte de las fortificaciones de la Acrópolis Kavala, probablemente también funcionó como un acueducto. De ser así, habría sido un raro ejemplo de un acueducto bizantino, ya que las ciudades bizantinas más típicamente utilizaban pozos y cisternas y no mantenían los acueductos romanos ya existentes o promovían la construcción de otros nuevos. La pared de barrera fue reemplazada por el actual acueducto arqueado durante la reparación y mejora de las fortificaciones bizantinas hecha por el emperador Solimán el Magnífico. Algunos autores creen que la construcción data de 1522 durante el Asedio de Rodas, pero una fecha más probable se sitúa entre 1530 y 1536.  Todavía en 1911, estaba siendo utilizado para abastecer a la ciudad con agua potable desde el Monte Pangaeus.